# Вестфілд-Сентер (Огайо)
Вестфілд-Сентер (англ. Westfield Center) — селище (англ. village) в США, в окрузі Медіна штату Огайо. Населення — 1184 особи (2020).

## Географія
Вестфілд-Сентер розташований за координатами 41°1′42″ пн. ш. 81°55′53″ зх. д. / 41.02833° пн. ш. 81.93139° зх. д. (41.028227, -81.931469).  За даними Бюро перепису населення США в 2010 році селище мало площу 5,46 км², уся площа — суходіл.

## Демографія
Згідно з переписом 2010 року, у селищі мешкало 1115 осіб у 450 домогосподарствах у складі 349 родин. Густота населення становила 204 особи/км².  Було 473 помешкання (87/км²).
Расовий склад населення:
| - 97,5 % — білих - 0,9 % — азіатів - 0,1 % — чорних або афроамериканців |

До двох чи більше рас належало 1,3 %. Частка іспаномовних становила 1,3 % від усіх жителів.
За віковим діапазоном населення розподілялося таким чином: 20,5 % — особи молодші 18 років, 57,0 % — особи у віці 18—64 років, 22,5 % — особи у віці 65 років та старші. Медіана віку мешканця становила 48,4 року. На 100 осіб жіночої статі у селищі припадало 102,4 чоловіків;  на 100 жінок у віці від 18 років та старших — 96,9 чоловіків також старших 18 років.
Середній дохід на одне домашнє господарство  становив 100 085 доларів США (медіана — 74 702), а середній дохід на одну сім'ю — 118 710 доларів (медіана — 94 438). За межею бідності перебувало 1,4 % осіб, у тому числі 0,0 % дітей у віці до 18 років та 0,0 % осіб у віці 65 років та старших.
Цивільне працевлаштоване населення становило 515 осіб. Основні галузі зайнятості: фінанси, страхування та нерухомість — 21,2 %, освіта, охорона здоров'я та соціальна допомога — 17,7 %, виробництво — 17,1 %.